# Aligátor severoamerický
Aligátor severoamerický či aligátor americký, aligátor mississippský nebo aligátor štikohlavý (Alligator mississippiensis) je jeden ze dvou žijících druhů aligátorů, zástupce čeledi aligátorovitých (Alligatoridae). Aligátor severoamerický obývá pouze jihovýchod Spojených států amerických, kde žije v močálech, řekách nebo bažinách, které se často překrývají s oblastmi, které obývají lidé. Aligátoři severoameričtí patří k poměrně starobylé vývojové linii krokodýlovitých plazů.

## Popis
Co do velikosti je severoamerický druh větší, než jeho nejbližší příbuzný aligátor čínský (Alligator sinensis). Má velké, tmavé, silné tělo se silnými končetinami, širokou hlavou a velice silným ocasem. Samci těchto aligátorů dosahují většinou délky do 5,5 m, největší zaznamenaná délka dosahovala 5,8 m. Ocas je téměř stejně dlouhý jako zbytek aligátorova těla a většinou funguje jako kormidlo při plavání. Občas ho mohou aligátoři použít jako zbraň, pokud se cítí ohrožení, a mířená rána tímto ocasem může představovat u menších živočichů i smrt, u člověka pak velice vážné zlomeniny. Aligátor severoamerický umí velice rychle a obratně plavat a občas i na zemi se může na krátkou vzdálenost pohybovat velice rychle.
Výzkum z roku 2020 prokázal, že mladí aligátoři mají schopnost kompletní regenerace (dorůstání) části svého ocasu. Jedná se o první případ zaznamenané regenerace v tomto rozsahu u archosaurních plazů.
U těchto plazů existuje vůbec největší velikostní variabilita v případě dospělců, někteří mohou být až dvojnásobně velcí oproti jiným adultním exemplářům.

## Potrava

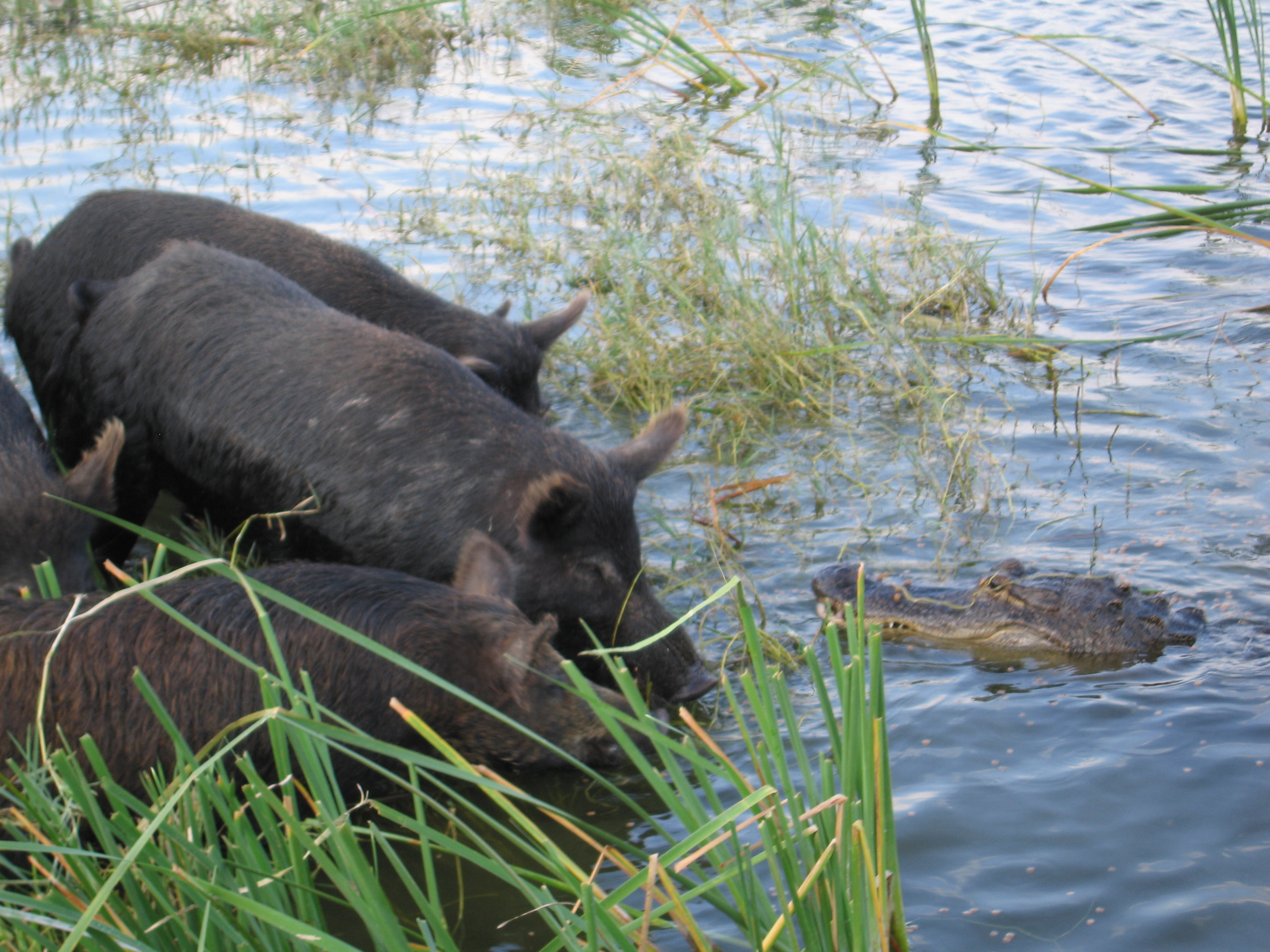
Aligátor severoamerický číhající na kořist.

Aligátoři požírají převážně ryby, ptáky, želvy, savce a obojživelníky. Důležitou část potravy tvoří u mladých aligátorů drobní bezobratlí, zvláště pak hmyz a jeho larvy, hlemýždi, pavouci nebo červi, občas si pochutnají i na drobných rybkách. Postupem času se začnou živit i většími rybami a dalšími vodními živočichy, žábami a pomalu i savci, zvláště pak krysami a dalšími myšovci. Téměř dospělí aligátoři loví živočichy v rozsahu od hadů a želv až k ptákům a středně velkým savcům.
Dospělí aligátoři severoameričtí se neostýchají zaútočit ani na kořist ve velikosti prasat, jelenů a domácích zvířat, zvláště pak koz a ovcí, která se chodívají napít k napajedlu. Časté jsou i případy kdy zaútočí na menšího a slabšího zástupce svého druhu. Větší samci si troufnou i na velké šelmy, jako pumy nebo dokonce medvědy, což činí z aligátora severoamerického jednoho z nejnebezpečnějších severoamerických lovců z říše živočichů.
V žaludcích aligátorů severoamerických jsou často nalézány i drobné kameny, které aligátoři požírají pro semletí potravy, což umožňuje jednodušší trávení. Tento proces je velice důležitý, jelikož aligátor požírá svou kořist až na větší zvířata v celku.
I přesto, že sdílí některé lokality s lidmi, jsou útoky na člověka spíše ojedinělou záležitostí. Naopak, aligátoři se lidí spíše bojí a většinou se jim snaží obloukem vyhýbat a většina útoků na lidi je způsobena tím, že lidé aligátory krmí. Kousnutí aligátora je velice nebezpečné a pokud k němu dojde, neměl by člověk váhat a naopak by měl vyhledat nejbližšího lékaře. Pokud tak neučiní, může dojít k velice nebezpečné infekci a následně k amputaci postiženého místa, v tomto případě nejčastěji nohy.
Výzkum ukázal, že aligátoři často záměrně polykají kameny, aby se dokázali lépe a déle udržet pod vodou při potápění do větších hloubek.

## Rozmnožování

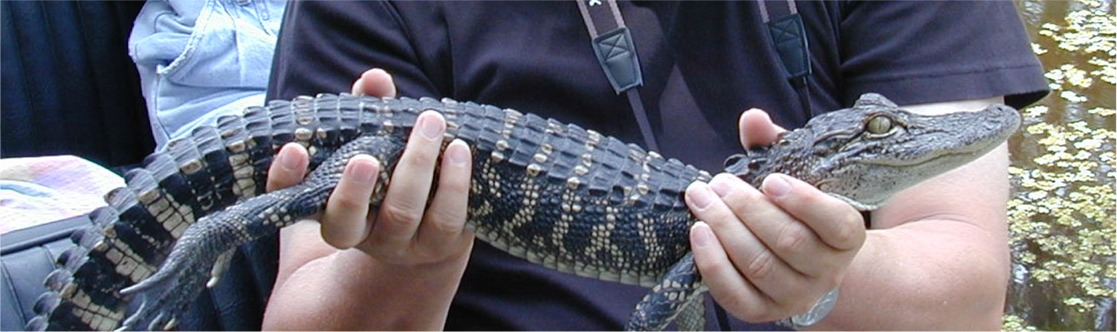
2 roky staré mládě

Aligátoři severoameričtí se páří v mělkých vodách obvykle v dubnu. Před pářením se konají pomalé námluvy při kterých, ačkoli nemají aligátoři hlasivky, vydávají samci výrazné zvuky, kterými přitahují pozornost samic. Samec se několik dní zdržuje se samicí a občas ji něžně „pohladí“ přední nohou a čeká na samiččino rozhodnutí, zda dá souhlas k spáření či ne.
Samice si poblíž vody vybere místo na postavení hnízda, na které začne ocasem i končetinami shrabovat všechnu možnou dostupnou rostlinnou vegetaci. Nakonec vypadá hnízdo jako hromada rostlin s prohlubní uprostřed, kam samice klade 28 až 52 bílých vajec, velikostí podobných husím a prohlubeň zahrabe dalším rostlinstvem. Samice po dobu zhruba 65 dní vejce chrání. Po vylíhnutí začnou mláďata vydávat pronikavý skřehotavý zvuk, což je znamení pro samici, že je musí co nejrychleji z hnízda vyhrabat. Mláďata jsou podobná svým rodičům, jen mají několik žlutých skvrn na těle. U matky se zdržují maximálně po dobu tří let a pohlavní dospělosti dosahují zhruba v 8 až 13 letech.

## Chov v českých zoo
Aligátora chová např. ZOO Ústí nad Labem, Krokodýlí ZOO Protivín, ZOO Zlín
V minulosti byl v tuzemských zoo častější, nikdy se v nich nerozmnožil.